# Fritz Glatz
Friedrich „Fritz” Glatz (ur. 21 lipca 1943 roku w Wiedniu, zm. 14 lipca 2002 roku w Moście) – austriacki kierowca wyścigowy. Startował pod pseudonimami Pierre Chauvet oraz Frederico Careca.

## Kariera
Glatz rozpoczął karierę w międzynarodowych wyścigach samochodowych w 1980 roku od startów w Deutsche Rennsport Meisterschaft, Niemieckiej Formule 3 oraz Procar BMW M1. Nigdzie jednak nie zdobywał punktów. W późniejszych latach pojawiał się także w stawce World Championship for Drivers and Makes, Europejskiej Formuły 2, Europejskiej Formuły 3, FIA World Endurance Championship, Formuły 3000 Curaçao Grand Prix, Formuły 3000, World Sports-Prototype Championship, Brytyjskiej Formuły 3000, IMSA Camel GTP Championship, Interserie - Div. 2, Sports Racing World Cup oraz FIA Sportscar Championship.
W Europejskiej Formule 2 Austriak startował w latach 1981-1984. W pierwszych trzech sezonach w żadnych z 21 wyścigów, w których wystartował, nie zdołał zdobyć punktów. W 1984 roku uzbierał łącznie jeden punkt, który dał mu piętnaste miejsce w końcowej klasyfikacji kierowców.
W Formule 3000 Glatz startował w latach 1985-1986, 1988. Jednak w żadnym z trzynastu wyścigów, w których wystartował, nie zdołał zdobyć punktów.

## Śmierć
W 2002 roku Glatz prowadził bolid Arrows Footwork FA17 z sezonu 1996 Formuły 1 dla serii EuroBOSS na czeskim torze Autodrom Most. Na jednym z zakrętów jego bolid wybity na krawężniku wyleciał w powietrze. W wyniku obrażeń Austriak zmarł na miejscu.